# Idaea costiguttata
Idaea costiguttata là một loài bướm đêm thuộc họ Geometridae. Nó được tìm thấy ở Trung Quốc.

## Hình ảnh

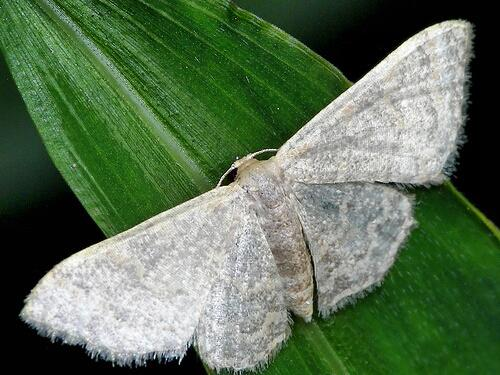